# Fiñana
Fiñana község Spanyolországban, Almería tartományban. Lakosainak száma 1984 fő (2024).

## Földrajza
Fiñana Abla, Abrucena, Laujar de Andarax, Paterna del Río, Huéneja, Dólar és Baza községekkel határos.

## Népesség
A település lakosságának változását az alábbi diagram mutatja:
| Lakosok száma | 2514 | 2432 | 2422 | 2424 | 2387 | 2201 | 2070 | 1994 | 1977 | 1984 |
|               | 2001 | 2004 | 2006 | 2009 | 2011 | 2014 | 2016 | 2019 | 2021 | 2024 |